# Baulny
Baulny est une commune française située dans le département de la Meuse, en région Grand Est.

## Géographie

### Localisation

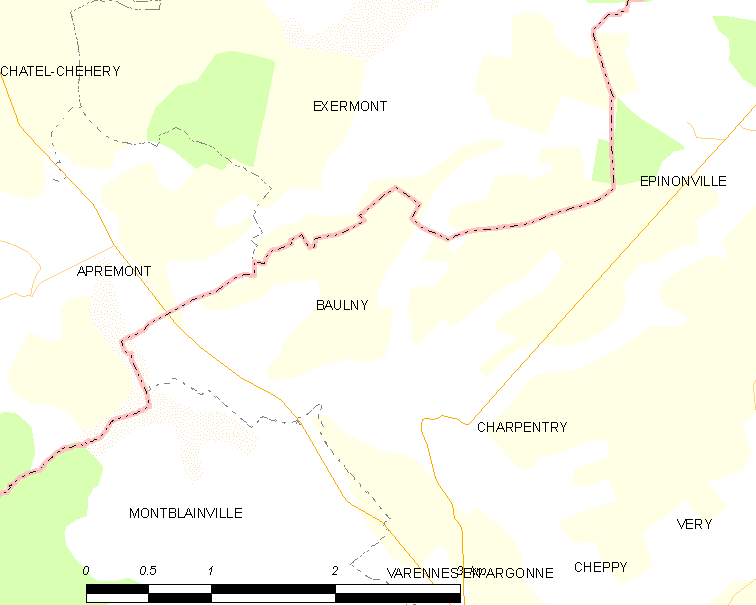
Carte de situation des communes limitrophes.

Communes limitrophes de Baulny

### Hydrographie
La commune est dans la région hydrographique « la Seine du confluent de l'Oise (inclus) à l'embouchure » au sein du bassin Seine-Normandie. Elle est drainée par l'Aire, la Buante, le Fond des Baves, divers bras de la Buante et divers autres petits cours d'eau,.
L'Aire, d'une longueur de 125 km, prend sa source dans la commune de Saint-Aubin-sur-Aire, à 324 m d'altitude, et se jette  dans l'Aisne, en rive droite à Senuc, à 104 m d'altitude, après avoir traversé 36 communes. Les caractéristiques hydrologiques de l'Aire sont données par la station hydrologique située sur la commune de Varennes-en-Argonne. Le débit moyen mensuel est de 8,88 m3/s. Le débit moyen journalier maximum est de 144 m3/s, atteint lors de la crue du 21 décembre 1993. Le débit instantané maximal est quant à lui de 158 m3/s, atteint le même jour.
La Buante, d'une longueur de 18 km, prend sa source dans la commune de Avocourt et se jette  dans l'Aire sur la commune, après avoir traversé cinq communes. 

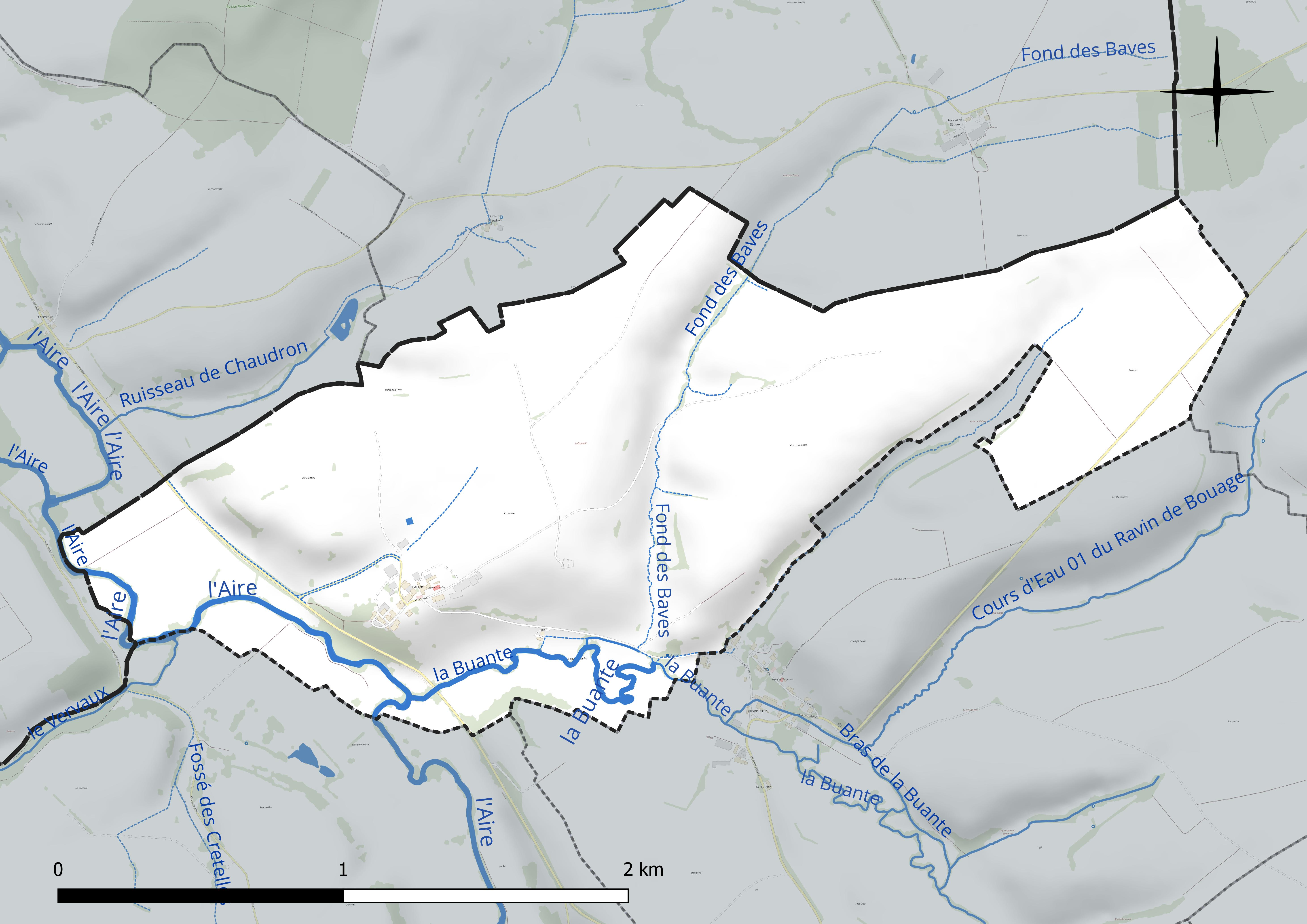
Réseau hydrographique de Baulny.

### Climat
Pour des articles plus généraux, voir Climat du Grand Est et Climat de la Meuse.
En 2010, le climat de la commune est de type climat de montagne, selon une étude du Centre national de la recherche scientifique s'appuyant sur une série de données couvrant la période 1971-2000. En 2020, Météo-France publie une typologie des climats de la France métropolitaine dans laquelle la commune est exposée à un climat océanique altéré et est dans la région climatique  Lorraine, plateau de Langres, Morvan, caractérisée par un hiver rude (1,5 °C), des vents modérés et des brouillards fréquents en automne et hiver. 
Pour la période 1971-2000, la température annuelle moyenne est de 9,8 °C, avec une amplitude thermique annuelle de 15,9 °C. Le cumul annuel moyen de précipitations est de 899 mm, avec 13,6 jours de précipitations en janvier et 9,3 jours en juillet. Pour la période 1991-2020, la température moyenne annuelle observée sur la station météorologique de Météo-France la plus proche, « Septsarges », sur la commune de Septsarges à 11 km à vol d'oiseau, est de 10,3 °C et le cumul annuel moyen de précipitations est de 942,8 mm. 
La température maximale relevée sur cette station est de 39,9 °C, atteinte le 25 juillet 2019 ; la température minimale est de −15,7 °C, atteinte le 1er janvier 1997,,. 
Les paramètres climatiques de la commune ont été estimés pour le milieu du siècle (2041-2070) selon différents scénarios d'émission de gaz à effet de serre à partir des nouvelles projections climatiques de référence DRIAS-2020. Ils sont consultables sur un site dédié publié par Météo-France en novembre 2022.

## Urbanisme

### Typologie
Au 1er janvier 2024, Baulny est catégorisée commune rurale à habitat très dispersé, selon la nouvelle grille communale de densité à sept niveaux définie par l'Insee en 2022.
Elle est située hors unité urbaine. Par ailleurs la commune fait partie de l'aire d'attraction de Sainte-Menehould, dont elle est une commune de la couronne,. Cette aire, qui regroupe 50 communes, est catégorisée dans les aires de moins de 50 000 habitants,.

### Occupation des sols
L'occupation des sols de la commune, telle qu'elle ressort de la base de données européenne d’occupation biophysique des sols Corine Land Cover (CLC), est marquée par l'importance des territoires agricoles (100 % en 2018), une proportion identique à celle de 1990 (100 %). La répartition détaillée en 2018 est la suivante : 
terres arables (56,2 %), prairies (40,3 %), zones agricoles hétérogènes (3,5 %). L'évolution de l’occupation des sols de la commune et de ses infrastructures peut être observée sur les différentes représentations cartographiques du territoire : la carte de Cassini (XVIIIe siècle), la carte d'état-major (1820-1866) et les cartes ou photos aériennes de l'IGN pour la période actuelle (1950 à aujourd'hui).

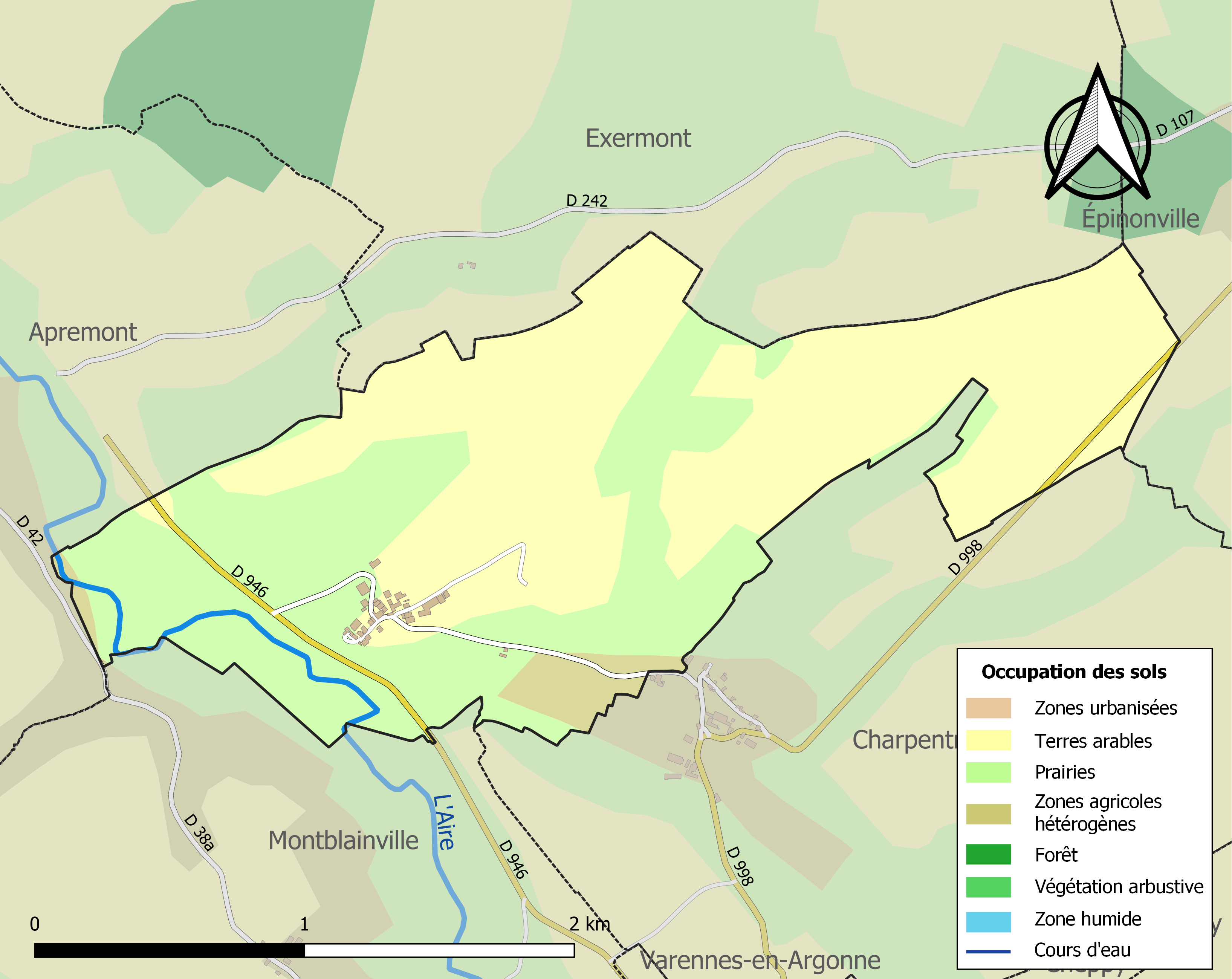
Carte des infrastructures et de l'occupation des sols de la commune en 2018 (CLC).

## Toponymie
Le nom de la localité est attesté sous les formes Ballodium (XIe siècle) ; Balneium-castrum (XIIe siècle) ; Balneium (XIIe siècle) ; Baileu, Bailleu, le chasteau de Bailleuel (1549) ; Bauny (1700).

## Histoire
En 1142, Régnier de Baulny fit édifier un château en ce lieu en hauteur, en apparence pour la défense de l’évêque de Verdun dont il semblait soutenir les intérêts, mais réellement pour pouvoir piller les terres de l’évêché. Régnier, ayant été cité à comparaître pour rendre compte de sa conduite, non seulement refusa de comparaître, mais il continua ses déprédations, de concert avec Henri de Grandpré. Le prélat Albéron de Chiny, vint alors faire le siège de Baulny dont le château se rendit après une vive résistance. Le vainqueur fit démolir la forteresse qui, depuis, n’a jamais été reconstruite. D’où un château détruit dans le blason,.
Baulny a fait partie du Clermontois (bailliage de Sainte-Menehould, prévôté de Varenne) de 1648 à 1791.
Au moment de la création des départements, en février 1790, la commune de Baulny était dans le département des Ardennes, elle fut soustraite le 26 mai 1790
pour être affectée au département de la Meuse.
En 1849, au moment de l'épidémie de choléra asiatique la commune a été décimée (21 morts pour une population de 180 habitants).
Au cours de la Première Guerre mondiale, les Allemands ont construit un blockhaus sous l'église afin de camoufler leur canon de la vue des avions. Ce blockhaus est toujours visible en 2015. Entièrement détruite au cours de la guerre, Baulny a été décorée  de la Croix de guerre 1914-1918.
De 1973 à 1986, elle a été fusionnée avec la commune de Charpentry pour former la commune de Baulny-Charpentry.

## Politique et administration
| Période                                  | Période   | Identité                                         | Étiquette | Qualité     |
| ---------------------------------------- | --------- | ------------------------------------------------ | --------- | ----------- |
| Les données manquantes sont à compléter. |           |                                                  |           |             |
| 1790                                     | 1790      | Jean-Baptiste Druart                             |           |             |
|                                          |           |                                                  |           |             |
| 1801                                     | 1816      | Nicolas Gaillard                                 |           |             |
| 1816                                     | 1821      | Jean-Baptiste Arnould                            |           |             |
| 1821                                     | 1849      | Henry Javelot                                    |           |             |
| 1849                                     | 1851      | Jean Vignon                                      |           |             |
| 1851                                     | 1860      | Jacques Leroy                                    |           |             |
| 1860                                     | 1867      | Pierre Nicolas Julien                            |           |             |
| 1868                                     | 1878      | Julien Devaux                                    |           |             |
| 1879                                     | 1890      | Charles-Honoré Boileau                           |           |             |
| 1890                                     | 1907      | Gustave Javelot                                  |           |             |
| 1908                                     | 1911      | François-Edmond Génin                            |           |             |
| 1912                                     | 1913      | Victor Lallement                                 |           |             |
| 1914                                     | 1927      | Adophe-Émile Sartellet                           |           |             |
|                                          |           |                                                  |           |             |
| mars 2001                                | mars 2014 | Patrick Julien                                   |           |             |
| mars 2014                                | En cours  | Romain Jacquesson Réélu pour le mandat 2020-2026 |           | Agriculteur |

## Démographie
L'évolution du nombre d'habitants est connue à travers les recensements de la population effectués dans la commune depuis 1793. Pour les communes de moins de 10 000 habitants, une enquête de recensement portant sur toute la population est réalisée tous les cinq ans, les populations de référence des années intermédiaires étant quant à elles estimées par interpolation ou extrapolation. Pour la commune, le premier recensement exhaustif entrant dans le cadre du nouveau dispositif a été réalisé en 2004.

En 2022, la commune comptait 20 habitants, en évolution de +33,33 % par rapport à 2016 (Meuse : −4,4 %, France hors Mayotte : +2,11 %).
| 1793 | 1800 | 1806 | 1821 | 1831 | 1836 | 1841 | 1846 | 1851 |
| ---- | ---- | ---- | ---- | ---- | ---- | ---- | ---- | ---- |
| 149  | 169  | 152  | 187  | 190  | 180  | 193  | 184  | 176  |

| 1856 | 1861 | 1866 | 1872 | 1876 | 1881 | 1886 | 1891 | 1896 |
| ---- | ---- | ---- | ---- | ---- | ---- | ---- | ---- | ---- |
| 178  | 191  | 167  | 154  | 134  | 145  | 136  | 137  | 134  |

| 1901 | 1906 | 1911 | 1921 | 1926 | 1931 | 1936 | 1946 | 1954 |
| ---- | ---- | ---- | ---- | ---- | ---- | ---- | ---- | ---- |
| 120  | 103  | 110  | 48   | 62   | 60   | 67   | 48   | 40   |

| 1962 | 1968 | 1975 | 1982 | 1990 | 1999 | 2004 | 2006 | 2009 |
| ---- | ---- | ---- | ---- | ---- | ---- | ---- | ---- | ---- |
| 30   | 30   | 82   | 73   | 29   | 22   | 15   | 14   | 15   |

| 2014 | 2019 | 2022 | - | - | - | - | - | - |
| ---- | ---- | ---- | - | - | - | - | - | - |
| 15   | 18   | 20   | - | - | - | - | - | - |

## Culture locale et patrimoine

### Lieux et monuments
- Église Saint-Quentin

### Personnalités liées à la commune
- Jacques-Charles Dessöffy de Csernek (1720-1785), maréchal de camps.

### Héraldique
| Blason de Baulny | Blason  | Coupé de gueules au château ruiné d'or, et d'argent à la roue de moulin de sable issant d'une divise ondée d'azur. |
| Blason de Baulny | Détails | Le château détruit évoque celui construit par Reignier de Baulny en 1142. Après une vive résistance, il fut démoli par Albéron de Chiny. Le moulin représente celui sur la Buanthe qui existe toujours. La commune est titulaire de la Croix de guerre 1914-1918 avec palme. Armoiries composées par D. Lacorde et D. Larcher et adoptées par la commune le 3 janvier 2014. |